# Distrito de Kaifu
El distrito de Kaifu (海部郡 Kaifu-gun?) es un distrito localizado en la prefectura de Tokushima, Japón. En junio de 2019 tenía una población estimada de 18.863 habitantes y una densidad de población de 35,9 personas por km². Su área total es de 525,07 km².

## Localidades
- Kaiyō
- Minami
- Mugi